# Komputer szeregowy
Komputer szeregowy – komputer z arytmometrem jednobitowym, przetwarzającym dane po jednym bicie na takt zegara. Komunikacja między elementami takiej maszyny (pamięcią, procesorem, rejestrami itp) odbywa się szeregowo.
Posiadał pamięć operacyjną o dostępie cyklicznym z krążącą informacją na akustycznych liniach opóźniających (rtęciową, magnetostrykcyjną) albo bębnową – rzadko inną. Pamięci o dostępie cyklicznym, mogły pracować tylko z jedną częstotliwością, z którą synchronizowano zegar komputera. Przy pamięciach na akustycznych liniach opóźniających, synchronizowano fazę impulsów wejściowych z wyjściowymi, dla jednej linii opóźniającej, zmieniając częstotliwość zegara. Pamięć bębnowa posiadała wydzieloną ścieżkę zegarową, z której odczytywano sygnał zegara.
Komputery szeregowe posiadały prostszą budowę od komputerów równoległych, okupioną mniejszą wydajnością. Prędkość komputerów szeregowych ograniczało zastosowanie pamięci o dostępie cyklicznym; np. po zmianie jej na pamięć o dostępie swobodnym w komputerze ZAM-2 spodziewano się pięciokrotnego wzrostu wydajności.

## Przykłady komputerów szeregowych
- XYZ – komputer lampowy z pamięcią rtęciową
- EMAL-2 – komputer bezlampowy z pamięcią bębnową
- UMC-10 – komputer tranzystorowy z pamięcią ferrytową
- MKJ-25 – minikomputer na układach scalonych TTL z pamięcią ferrytową.